# Belušino
Belušino (makedonska: Белушино) är en ort i Nordmakedonien. Den ligger i kommunen Kruševo, i den centrala delen av landet, 60 kilometer söder om huvudstaden Skopje. Belušino ligger 901 meter över havet och antalet invånare är 127.